# 工银金融租赁
工银金融租赁有限公司，简称工银租赁或工银金租，成立于2007年11月28日，注册于天津市滨海新区，是中国国务院确定试点、中国银监会批准开业的首家来自银行系统的金融租赁公司，是中国工商银行的全资子公司。截至2015年底，工银租赁总资产为3000亿元人民币，其中飞机资产突破1000亿元。